# Península Hut Point
77° 46′ S, 166° 51′ L
A peninsula Hut Point é uma extensa massa de terra estreita de 4,8 km de largura e 24 km de extensão, projetada a sudoeste das ladeiras do Monte Érebo na Ilha de Ross, na Antártida.
A Expedição Discovery (1901-04) sob o comando de Scott construiu a sua cabana no Hut Point, uma pequena ponta situada a 1,6 km a noroeste do cabo Armitage, na extremidade sul da península. Membros da Expedição Antártica Britânica (1910-13) sob o comando de Scott, passaram o inverno no cabo Evans e frequentemente usaram a cabana durante suas jornadas, vindo a se referir a esta península como península Hut Point.
A Estação McMurdo (EUA) e a Base Scott (NZ) são estações de pesquisa da Antártida localizadas na península Hut Point.
Várias características no Hut Point, incluindo o memorial da cruz de George T. Vince e a cabana da loja da Expedição Discovery, estão protegidas pelo Tratado Antártico.